# Православие в Афганистане
Правосла́вие в Афганиста́не представлено в основном сотрудниками международных организаций и солдатами контингента миротворческих сил. Среди местных жителей как таковых православных христиан нет.

## История
Самое первое упоминание о христианстве на территории Афганистана можно найти в «Книге законов и стран» Вардесана (III в. н. э.). Позднее христианство было распространено в основном на западе Афганистана. В начале V века здесь появился первый епископ с кафедрой в городе Герат. Однако после 431 года, когда было осуждено несторианство, местные христиане отпадали от православия. В VI веке в Герате появилась кафедра и монофизитского епископа. Присутствие монофизитов на этих землях усилилось столетием спустя, после их переселения из Эдессы. Последние свидетельства о несторианах на территории Афганистана относятся к XIV веку.

## Современная история
1 декабря 2003 года в румынском гарнизоне была устроена походная церковь, а в 2006 году на части лётного поля аэропорта Кандагара построен и освящён первый храм во имя апостола Андрея Первозванного.
Впервые в Афганистане были совершены богослужения Страстной седмицы и пасхальная служба, сообщает корреспондент РИА «Новости».
В Великую субботу протоиерей Пётр Гайдук, прибывший в Кабул по благословению патриарха Московского и всея Руси Кирилла, совершил таинство Крещения над сотрудником российского посольства.
В ночь на воскресенье отец Петр провел пасхальное богослужение. В праздничной службе приняли участие сотрудники дипломатической миссии и российских представительств в Афганистане, а также члены их семей.
В день Пасхи в центре жилой зоны посольства прошли пасхальные гуляния, в начале которых отец Петр совершил праздничный молебен.